# Талызина, Валентина Илларионовна
Валенти́на Илларио́новна Талы́зина (22 января 1935, Омск — 21 июня 2025, Москва) — советская и российская актриса, народная артистка РСФСР (1985).

## Биография
Родилась 22 января 1935 года в Омске. Отец — Илларион Григорьевич Талызин, мать — Анастасия Трифоновна Талызина (1913—1991). Родители работали в торговле. С началом Великой Отечественной войны была эвакуирована с мамой из Барановичей в Сибирь.
После окончания школы с 1952 по 1954 год училась в Омском сельхозинституте. Отучившись два года и не закончив обучение в вузе, поступила в ГИТИС (мастерская Николая Петрова). В 1958 году окончила театральный институт и с этого же года до конца жизни служила в Театре имени Моссовета.
В кино дебютировала в 1963 году ролью Инны в детективе «Человек, который сомневается». Активно сниматься начала лишь с конца 1960-х годов — одним из первых появлений Талызиной на экране стала роль Нади в приключенческой киноленте «Путь в Сатурн» (1967). На конец 1960-х — начало 1970-х годов пришлись такие роли актрисы, как Алевтина в фильме «Зигзаг удачи» (1968), Елена Николаевна Попова в комедии «Вас вызывает Таймыр» (1970), секретарша Федяева в «Стариках-разбойниках» (1971), учительница химии Нина Петровна в телефильме «Большая перемена» (1972).
В 1970-е — 1980-е годы ежегодно на экраны страны выходило несколько кинокартин с её участием, в основном это были небольшие роли в таких фильмах, как «Невероятные приключения итальянцев в России» (1973), «Афоня» (1975), «О бедном гусаре замолвите слово» (1980).
В телефильме «Ирония судьбы, или С лёгким паром!» (1975) вместе с Лией Ахеджаковой сыграла одну из подруг главной героини Нади. В картине Талызина исполнила не только свою роль, но и озвучила главную героиню, персонажа Барбары Брыльской, у которой был польский акцент.
В новом веке снималась в телесериалах «Линии судьбы» (2003), «Ленинград» (2007), «Достоевский» (2011), «Екатерина» (2014), «Кухня» (2016) и других. В фильме «Ирония судьбы. Продолжение» (2007) сыграла героиню из первой части.
Известна во многом благодаря закадровой работе — озвучиванию фильмов и мультфильмов. Одна из самых известных её ролей — мама Римма в серии мультфильмов «Простоквашино».
Автор книги «Мои пригорки, ручейки» (2012).
За долгие годы творческой деятельности актриса снялась в более чем ста фильмах и телесериалах.
Являлась членом Союза кинематографистов Российской Федерации, Российской академии кинематографических искусств, Национальной академии кинематографических искусств и наук России.

### Болезнь и смерть
Скончалась 21 июня 2025 года в возрасте 90 лет в своей квартире в Москве; ранее у неё диагностировали рак поджелудочной железы. Церемония прощания с актрисой состоялась 24 июня 2025 года в Государственном академическом театре имени Моссовета. Отпевание состоялось в храме Воскресения Словущего. Похоронена на Ваганьковском кладбище (участок № 25) рядом с могилой матери.

## Семья
Муж — Леонид Михайлович Непомнящий (1939—2023), советский и российский художник, график, плакатист.
- Дочь — Ксения Леонидовна Хаирова (род. 1969), актриса Театра Российской армии[20][7].
  - Внучка — Анастасия Эдуардовна Талызина (род. 1999)[21], актриса театра и кино[22].

## Взгляды и общественная деятельность
В 1964 году вступила в КПСС.
В 2008 году заявила, что не будет голосовать на президентских выборах за Дмитрия Медведева из-за попыток лишить Центральный Дом актёра здания.
На выборах 2012 года голосовала за Сергея Миронова. Среди основных проблем страны актриса выделяла большой разрыв между богатыми и бедными, что и стало, по её мнению, одной из причин начавшихся в тот момент массовых акций протеста. Талызина заявила, что «в царское время любой офицер снял бы свою кандидатуру с любого поста, если бы ему кидали такие обвинения, какие кидали Путину на Болотной площади и площади Сахарова» и отметила, что тоже ходила на митинги в период свержения коммунистического режима.
В марте 2014 года Талызина поддержала аннексию Крыма Россией, подписала письмо президенту России Владимиру Путину в её поддержку. Актриса высказала мнение, что «новая власть в Киеве идёт через штыки при помощи фашиствующих элементов». В 2015 году Министерством культуры Украины была внесена в список лиц, которые угрожают национальной безопасности страны.
В 2023 году поддержала вторжение России на Украину, назвав войну «абсолютно нужным делом», выступила с антисемитскими заявлениями в отношении осудивших войну Аллы Пугачёвой и Лии Ахеджаковой, заявив, что они якобы скрывают своё еврейское происхождение, и озвучив антисемитский стереотип о евреях, стремящихся замаскироваться под чужими фамилиями. В интервью на передаче «Эмпатия Манучи» заявила, что очень сожалеет, что началась война с Украиной, что она — это война за культуру, что президент Украины Владимир Зеленский «просто подонок», что имевший огромный успех в России, но ненавидевший её Роман Виктюк понимал, что ему без России никуда, что снимавшаяся в России Барбара Брыльска не понимала, куда она приехала, что Алла Пугачёва и Лия Ахеджакова якобы имеют еврейские корни («не раба и не холопка», Пугачёва поменяла отчество, чтобы быть русской). Также Талызина озвучила антисемитский стереотип о якобы плохом отношении евреев к неевреям, заявив, что режиссёр Эльдар Рязанов плохо к ней относился, потому что она «гойка». Относительно Лии Ахеджаковой, также якобы менявшей отчество, сказала: «Она не актриса, она типаж, маленькая собачка — до старости щенок», учившаяся в адыгейской студии ГИТИСа, она всё время «катила бочку на этих адыгейцев».

## Творчество

### Театр
Театр имени Моссовета
- 1952 — «Маскарад» М. Ю. Лермонтова; режиссёры: Ю. А. Завадский, И. С. Анисимова-Вульф — племянница (ввод в спектакль, второй состав)
- 1955 — «Наша дочь» Я. А. Сегеля; режиссёры: И. С. Анисимова-Вульф и К. К. Михайлов — Света (ввод в спектакль)
- 1956 — «Трое» М. Горького; режиссёр: М. Н. Сидоркин — Софья Никоновна Медведева (ввод в спектакль, второй состав)
- 1957 — «Виндзорские насмешницы» У. Шекспира; режиссёр: Ю. А. Завадский — Анна Пейдж (ввод в спектакль)
- 1959 — «Битва в пути» Г. Е. Николаевой; режиссёры: Ю. А. Завадский и А. Л. Шапс — Даша
- 1959 — «Тревожная ночь» Г. Д. Мдивани; режиссёр: О. Я. Ремез — Ирина
- 1959 — «Суровая любовь» А. Б. Чаковского и И. С. Рубинштейна; режиссёр: Б. Н. Докутович — Тоня
- 1960 — «Первое свидание» Т. Г. Сытиной; режиссёр: О. Я. Ремез — Валя
- 1960 — «Летом небо высокое» Н. Е. Вирты; постановка: Ю. А. Завадский, режиссёр: М. Г. Ратнер — Катерина Васильевна
- 1961 — «Когда часы пробили полночь» Е. Б. Борисовой, режиссёр: И. А. Данкман — Маргарита
- 1961 — «Осторожно, листопад!» С. В. Михалкова; режиссёр: О. Я. Ремез — Тамара
- 1961 — «Антеи» Н. Я. Зарудного; постановка: Ю. А. Завадский, режиссёр: М. Г. Ратнер — Олеся Далекая (второй состав)
- 1962 — «Он живёт рядом» И. Я. Бражнина; режиссёр: Е. Ю. Завадский — Зина
- 1962 — «Бунт женщин» Н. Хикмета и В. Г. Комиссаржевского; постановка: Ю. А. Завадский, режиссёр: И. А. Данкман — Колоника, девушка
- 1962 — «Пора любви» В. П. Катаева; режиссёр: А. Л. Шапс — Саша
- 1963 — «Совесть» Д. Г. Павловой; режиссёры: Ю. А. Завадский и А. Л. Шапс — Валя
- 1964 — «На диком бреге» Б. Н. Полевого и С. А. Радзинского; режиссёр: А. Л. Шапс — Валя
- 1964 — «Дядюшкин сон» по Ф. М. Достоевскому; режиссёр: И. С. Анисимова-Вульф — Зинаида
- 1965 — «Чья-то жизнь» Д. М. Холендро; режиссёр: Ю. А. Завадский — Галя
- 1966 — «Затейник» В. С. Розова; режиссёр: И. С. Анисимова-Вульф — Селищева
- 1966 — «Они сражались за Родину» П. Г. Демина по роману М. А. Шолохова; режиссёр: А. Т. Зубов — медсестра Зоя
- 1967 — «Аплодисменты» А. П. Штейна; постановка: И. С. Анисимова-Вульф, режиссёр: Ю. П. Белов — Саша
- 1967 — «Шторм» В. Н. Билль-Белоцерковского; постановка: Ю. А. Завадский, режиссёр: А. Т. Зубов — Редактор
- 1967 — «Жизнь Сент-Экзюпери» Л. А. Малюгина; режиссёр: К. К. Михайлов —  Н
- 1968 — «Другая» С. И. Алёшина; режиссёр: Н. А. Мокин — Катя (Екатерина Васильевна)
- 1969 — «Петербургские сновидения» по Ф. М. Достоевскому; постановка: Ю. А. Завадский, режиссёр: В. В. Шубин — Катерина Ивановна
- 1969 — «Ленинградский проспект» И. В. Штока; постановка: И. С. Анисимова-Вульф, режиссёр: А. И. Баранцев — Нина Алексеевна
- 1971 — «Лилиом» Ф. Мольнара; режиссёр: И. А. Данкман — Мария
- 1973 — «Последняя жертва» А. Н. Островского; режиссёр: Ю. А. Завадский — Юлия Тугина
- 1974 — «Бабье лето» З. В. Чернышёвой; режиссёр: П. О. Хомский — Елена Озерова
- 1975 — «Вечерний свет» А. Н. Арбузова; постановка: Р. Г. Виктюк — Тамара Николаевна
- 1977 — «Царская охота» Л. Г. Зорина; постановка: Р. Г. Виктюк — Екатерина II
- 1977 — «Версия» А. П. Штейна; постановка: В. С. Спесивцев — Ольга (второй состав)
- 1977 — «Царствие земное» Т. Уильямса; постановка: П. О. Хомский — Мэртл
- 1980 — «Чёрный гардемарин» А. П. Штейна; постановка: П. О. Хомский — Ольга
- 1982 — «Егор Булычов и другие» М. Горького; постановка: П. О. Хомский — Ксения
- 1983 — «Премьера» Л. Росеба; постановка: М. Я. Вайль — Марго
- 1986 — «Цитата» Л. Г. Зорина; постановка: П. О. Хомский, режиссёр: В. В. Гордеев — Алевтина Васильевна
- 1988 — «Женский стол в „Охотничьем зале“» В. И. Мережко — Юрьева
- 1994 — «Внезапно прошлым летом» Т. Уильямса; режиссёр: А. А. Житинкин — Миссис Виннейбл
- 1997 — «Не было ни гроша, да вдруг алтын» А. Н. Островского; режиссёр: С. Ю. Юрский — Мигачева Домна Евстигнеевна

- 2000 — «Мамаша Кураж и её дети» Б. Брехта; режиссёр: П. О. Хомский — Анна Фирлинг
- 2006 — «Мораль пани Дульской» Г. Запольской; режиссёр: П. О. Хомский — Пани Дульская
- 2011 — «Свадьба Кречинского» А. В. Сухово-Кобылина; режиссёр: П. О. Хомский — тётка Анна Антоновна Атуева
- 2017 — «Васса Железнова» М. Горького; режиссёр: С. А. Виноградов — Васса Петровна Железнова
- 2022 — «Волки и овцы» А. Н. Островского; режиссёр: И. В. Яцко — Мурзавецкая

«Школа современной пьесы»
- 2000—2002 — «Миссис Лев» С. Б. Коковкина; режиссёр: Б. А. Морозов — Софья Андреевна
- 2002—2004 — «Событие» по В. В. Набокову; режиссёр: Франсуа Роше — Антонина Павловна

Студенческий театр МГУ
- 1980 — «Уроки музыки» по пьесе Л. С. Петрушевской[42]; режиссёр: Р. Г. Виктюк — Валентина Илларионовна

Театр кукол «Огниво»
- 2011 — «Пиковая дама» А. С. Пушкина; режиссёр: А. Ю. Васильев — Графиня (премьера — 4 ноября 2011)

Антреприза
- 1997—2002 — «Двое с большой дороги» В. И. Мережко; режиссёр: А. А. Житинкин (личная антреприза, «Московская Гильдия актёров театра и кино»)
- 2008—2011 — «Госпожа министерша» Б. Нушича; режиссёр: О. Лопухов (продюсерская компания «ТЕАТР МЕДИА», проект «Театральный марафон»)

Эстрадные постановки
- «Поэтессы Серебряного века»[7][43]

### Фильмография
Кино
- 1963 — Человек, который сомневается — Инна, следователь-практикант
- 1967 — Путь в «Сатурн» — Надя
- 1967 — Конец «Сатурна» — Надя
- 1968 — Встречайте поездом — учительница
- 1968 — Зигзаг удачи — Алевтина Васильевна, председатель месткома фотоателье
- 1968 — Ташкент — город хлебный — Додонова, мать Миши
- 1970 — Вас вызывает Таймыр — Елена Николаевна Попова, мама Любы
- 1970 — Удивительный заклад — мать Лёши
- 1971 — Старики-разбойники — секретарша Федяева
- 1971 — Чёрные сухари — Зворыкина
- 1972 — Иванов катер — Елена Бурлакова
- 1972 — Перевод с английского — мама Пушкарёва
- 1972 — Большая перемена — Нина Петровна, учительница химии
- 1973 — Невероятные приключения итальянцев в России — дежурная по этажу в гостинице (в титрах не указана)
- 1973 — Назначение
- 1974 — Агония — Аглая Акилина
- 1975 — Афоня — Людмила Ивановна Вострякова, мастер ЖЭКа
- 1975 — Ирония судьбы, или С лёгким паром! — Валя, школьная учительница, подруга Нади
- 1975 — Ольга Сергеевна — Галя
- 1975 — Путешествие миссис Шелтон — миссис Элен Шелтон
- 1976 — Цветы для Оли — Анна Ильинична, учительница
- 1976 — Пока стоят горы — Скуратова, альпинистка, опытный инструктор
- 1977 — Женитьба — Фёкла Ивановна, сваха
- 1977 — Кольца Альманзора — королева Януария
- 1977 — Обратная связь — Петрова
- 1977 — Побег из тюрьмы — Аннушка
- 1977 — Портрет с дождём — Ирина
- 1977 — За пять секунд до катастрофы — мисс Гримбл
- 1978 — Накануне премьеры — Валентина Степановна
- 1978 — И это всё о нём — Евгения Сергеевна Столетова, мама Евгения
- 1978 — По улицам комод водили — Валерия Аркадьевна Вознесенская
- 1978 — Уроки французского — тётя Надя
- 1978 — Весенняя путёвка — Тоня
- 1979 — Верой и правдой — тётка Сергуни
- 1979 — Завтрак на траве — Анна Петровна, воспитательница в пионерлагере
- 1979 — Сцены из семейной жизни — Валентина Мартынова, мать Кати
- 1979 — Чужая компания — Валентина Ивановна
- 1979 — Осенняя история — сотрудница редакции
- 1980 — Ключ — Светлана, жена Медведева, инженер
- 1980 — Вечерний лабиринт — дежурная по этажу
- 1980 — Дульсинея Тобосская — мать Альдонсы
- 1980 — О бедном гусаре замолвите слово — провинциальная актриса Анна Петровна Спешнева
- 1981 — Ожидание — Стана Матвеевна
- 1981 — На чужом празднике — капитан милиции Нина Андреевна Токмакова
- 1981 — Придут страсти-мордасти — Вера Степановна, мать Леньки и Володи
- 1981 — Следствием установлено — Лидия Ивановна Найдёнова, повар на судне
- 1981 — Факты минувшего дня — Вера
- 1981 — Штормовое предупреждение — Людмила, руководитель группы
- 1982 — Детский мир — Мила Горяева, подруга Людмилы Яковлевны
- 1982 — Культпоход в театр — Полина, жена Тихомирова
- 1983 — Безумный день инженера Баркасова — Дарья Ивановна Кобылина
- 1983 — Утро без отметок — бабушка Кости Королькова
- 1984 — Гостья из будущего — Мария Павловна, старшая медсестра / Весельчак У в её образе
- 1984 — Зудов, Вы уволены! — Хонькина, заведующая клубом
- 1984 — Мой избранник — мать Тимофея
- 1985 — Последняя инспекция — жена Михаила
- 1985 — Право любить
- 1985 — Ещё люблю, ещё надеюсь — Антонина, кассир в книжном магазине
- 1985 — Лиха беда начало — Надежда Ивановна Карпова, старший товаровед Дома обуви
- 1985 — Непрофессионалы — Женя
- 1985 — После дождичка в четверг — Варвара, главная ключница
- 1985 — Зловредное воскресенье — учительница математики
- 1986 — Мой нежно любимый детектив — миссис Эктон, консьержка
- 1988 — Лапта (короткометражный) — жена Самохина
- 1988 — Приморский бульвар — Жанна Львовна
- 1989 — Маленький человек в большой войне — Галина
- 1989 — Руанская дева по прозвищу Пышка — мадам
- 1989 — Следствие ведут ЗнаТоКи. Мафия — Анна Кондратьевна Тушина, директор канатной фабрики
- 1989 — В знак протеста — Аглая Андреевна
- 1990 — Анютины глазки и барские ласки — барыня
- 1990 — Арбатский мотив — Майя Михайловна, жена Петра Валентиновича
- 1990 — Испанская актриса для русского министра — туристка
- 1990 — Овраги — Магдалина Аркадьевна
- 1990 — Яма — Эмма Эдуардовна, содержательница публичного дома
- 1991 — Гений — Людмила Смирнова, мать Насти
- 1991 — Год хорошего ребёнка — Сонька
- 1991 — Летучий голландец — Серафима, жена кооператора
- 1992 — Наш американский Боря — Ольга Ивановна
- 1992 — Удачи вам, господа! — хозяйка собаки Люси
- 1993 — Баттерфляй (документальный)
- 1994 — Воровка — народный судья
- 1995 — Домовик и кружевница — Ирина, председатель исполкома
- 1996 — Мужчина для молодой женщины — мать Насти
- 2000 — Старые клячи — уборщица Александра Фёдоровна
- 2001 — С точки зрения ангела — Валентина Фёдоровна
- 2001 — Подозрение — мать Андрея Данилова
- 2002 — Возбуждение
- 2003 — За тридевять земель — Ядвига / Баба-Яга
- 2004 — Операция «Эники-Беники»
- 2006 — Джоник — мать Катерины
- 2007 — Ирония судьбы. Продолжение — Валентина Ивановна, подруга Надежды Васильевны Шевелёвой
- 2009 — Следы на песке — бабушка Сергея
- 2011 — Рейдер — Ольга Александровна Григорьева, судья
- 2011 — Жених — Любовь Сергеевна, мать Бориса
- 2011 — Старинные часы — бабушка Сани и Мани
- 2014 — Новогодний папа — тётя Валя, заведующая подъездом
- 2016 — Закрой глаза — бабушка Фоки
- 2020 — Про Лёлю и Миньку — бабушка Лёли и Миньки

Телесериалы
- 1978 — Ералаш — мама (серия 15, сюжет «Телефонный разговор»)
- 1994 — 1995 — Петербургские тайны — княгиня Чечевинская
- 2003 — Линии судьбы — Роза Сергеевна
- 2004 — 2005 — Исцеление любовью — Зинаида Степановна, бабушка Маши
- 2005 — Большое зло и мелкие пакости — Мария Григорьевна, директриса
- 2005 — Плюс бесконечность — москвичка
- 2005 — 2012 — Срочно в номер — Раиса Витальевна, мать Вики, теща Кирилла
- 2006 — Расплата за грехи — бабушка Тани
- 2006 — Девять месяцев — старшая медсестра Людмила Николаевна
- 2006 — Городской романс — бабушка Тани
- 2006 — Сыщики 5 — Любовь Анатольевна (серия «Форс Мажор»)
- 2007 — Солдаты 13 — мама подполковника Староконя
- 2007 — На пути к сердцу — Светлана Алексеевна Ковалёва, мать Алексея
- 2007 — Ленинград — Валентина Цветкова, мать Нины
- 2007 — Частный заказ — Анна Ивановна Лукьянова, мать Владимира
- 2011 — Достоевский — Александра Фёдоровна Куманина, тётя Достоевского
- 2011 — Откровения — мать Вадима
- 2012 — Знак истинного пути — Евгения Генриховна Гольц, мама Эдика
- 2012 — Предчувствие — Надежда Николаевна Степанцова, мать Валентины
- 2014 — Екатерина — няня Иоанна Антоновича
- 2015 — Верю не верю — Алла Васильевна Силантьева, жена Семёна Аркадьевича, бдительная свидетельница
- 2016 — Кухня — Елизавета Генриховна, тёща Виктора Петровича
- 2019 — Маруся. Трудные взрослые — Зоя Васильевна, мать Анны
- 2023 — Лето в городе — камео

Телеспектакли
- 1963 — Комендант снежной крепости — Нина
- 1968 — Мятеж — Варька
- 1968 — Человеческий голос
- 1972 — Любимые страницы (телеспектакль)[44]
- 1972 — Шторм — редактор
- 1976 — Вечерний свет — Тамара Николаевна, секретарь редакции[45]
- 1980 — Перед ужином — Анна Ивановна[46]
- 1982 — Операция на сердце — Знобина, медсестра
- 1988 — Игра в детектив 2. Инспектор и мафия — Джулия[47]
- 1988 — Кругосветное путешествие Бертольда Брехта[48]
- 1988 — Цитата — Алевтина Васильевна, жена Балтазарова, мать Людмилы[49]
- 1989 — Село Степанчиково и его обитатели — Обноскина
- 1987 — Анонимка — Антонина Фёдоровна Коломина, доктор
- 2013 — Свадьба Кречинского — Анна Антоновна Атуева, тётка Лидочки

Документальное кино
- 1994 — «Женщины в жизни Ивана Бунина» (сценарий и актёрская работа)[20]

Видеоклипы
- 2002 — «Зима» («Плюшевый мишка») — продавщица мягких игрушек[50]

### Озвучивание
Мультфильмы
- 1976 — Переменка № 1 — учительница, Сычёв
- 1978 — Трое из Простоквашино — мама Дяди Фёдора[7]
- 1980 — Каникулы в Простоквашино — мама Дяди Фёдора[7]
- 1981 — Кот Котофеевич — Лиса
- 1982 — Лиса Патрикеевна — Лиса
- 1984 — Зима в Простоквашино — мама Дяди Фёдора[7]
- 2011 — Весна в Простоквашино — мама Дяди Фёдора

Художественное кино
- 1975 — Ирония судьбы, или С лёгким паром! — Надя Шевелёва (Барбара Брыльска)
- 1977 — Вооружён и очень опасен — Долорес Дамфи (Мария Плоае)
- 1982 — Долгая дорога в дюнах — Марта Озола (Лилита Озолиня)
- 1984 — Сказки старого волшебника — Фея Доброе Сердце (Регина Разума)
- 1984 — ТАСС уполномочен заявить… — Пилар (Эльвира Зубкова)
- 1992 — В той области небес… — Владлена (Лариса Гузеева)

## Награды и премии
Государственные награды:
- Заслуженная артистка РСФСР (1973)[20]
- Народная артистка РСФСР (1985)[7][8]
- орден Почёта (25 октября 2005) — за заслуги в области культуры и искусства и многолетнюю плодотворную работу[51]
- орден Дружбы (14 июня 2010) — за заслуги в развитии отечественной культуры и искусства, многолетнюю плодотворную деятельность[52]
- орден «За заслуги перед Отечеством» IV степени (12 июля 2017) — за большой вклад в развитие отечественной культуры и искусства, многолетнюю плодотворную деятельность[53]

Другие награды, поощрения и общественное признание:
- Кинопремия «Золотой орёл» (2004) в номинации «За лучшую женскую роль на телевидении» (телесериал «Линии судьбы», 2003)[7]
- Кинопремия «Золотой орёл» (2011) в номинации «За лучшую женскую роль на телевидении» (телесериал «Достоевский», 2011)[7]

## Документальные фильмы и телепередачи
- «XX век. „По ту сторону рампы. Валентина Талызина“» («Культура», 1992)[54]
- «Валентина Талызина. „Острова“» («Культура», 2004)[55]
- «Валентина Талызина. „Моей душе покоя нет“» («Первый канал», 2010)[56]
- «Валентина Талызина. „Время не лечит“» («Первый канал», 2014)[57][58]
- «Валентина Талызина. „Зигзаги удачи“» («ТВ Центр», 2015)[59]
- «Валентина Талызина. „Личное“» («Россия-1», 2016)[60]
- «Валентина Талызина. „Раскрывая тайны звёзд“» («Москва 24», 2018)[61]
- «Валентина Талызина. „Звёзды советского экрана“» («Москва 24», 2021)[62]